# نهر سيديل
نهر سيديل (بالفرنسية: Sédelle) هو نهر صغير يقع في فرنسا، ويبلغ طوله حوالي 37.6 كيلومترًا. يُعد أحد روافد نهر كروز، وينبع من منطقة سان بيير دفر في إقليم كروز، ويتدفق عبر مناظر طبيعية ريفية قبل أن يصب في نهر كروز بالقرب من مدينة لا سوتيران.

## الجغرافيا
يمر النهر عبر عدد من القرى الصغيرة والمناطق الزراعية، ويتميز ببيئة طبيعية هادئة تجذب هواة الطبيعة والمشي. يصب نهر سيديل في نهر كروز، الذي يُعد أحد الأنهار المهمة في المنطقة.